# Чемпионат мира по лыжным видам спорта 1954
Чемпионат мира по лыжным видам спорта 1954 года проводился с 13 по 21 февраля в шведском Фалуне. В чемпионате мира впервые приняли участие советские спортсмены, которые и одержали победу в общекомандном зачёте, завоевав 5 медалей, из них 4 золотые. По общему количеству медалей первенствовали финские спортсмены, завоевавшие 13 медалей. Впервые в чемпионатах мира приняли участие женщины, которые разыграли два комплекта медалей в лыжных гонках, на 10-километровой дистанции и эстафете 3х5 км. У мужчин лыжников вместо гонки на 18 км в программу чемпионатов были введены гонки на 15 км и 30 км.

## Лыжные гонки, мужчины

### 15 км
16 февраля 1954 г.
| Медаль  | Спортсмен        | Время |
| Золото  | Вейкко Хакулинен | 55:26 |
| Серебро | Арво Вийтанен    | 55:37 |
| Бронза  | Аугуст Киуру     | 56:07 |

### 30 км
18 февраля 1954 г.
| Медаль  | Спортсмен        | Время   |
| Золото  | Владимир Кузин   | 1:50:25 |
| Серебро | Вейкко Хакулинен | 1:50:51 |
| Бронза  | Мартти Лаутала   | 1:50:52 |

### 50 км
20 февраля 1954 г.
| Медаль  | Спортсмен        | Время   |
| Золото  | Владимир Кузин   | 3:02:58 |
| Серебро | Вейкко Хакулинен | 3:03:06 |
| Бронза  | Арво Вийтанен    | 3:06:40 |

### Эстафета 4 × 10 км
21 февраля 1954 г.
| Медаль  | Спортсмен                                                                | Время   |
| Золото  | Финляндия (Аугуст Киуру, Тапио Мякеля, Арво Вийтанен, Вейкко Хакулинен)  | 2:16:47 |
| Серебро | СССР (Николай Козлов, Фёдор Терентьев, Алексей Кузнецов, Владимир Кузин) | 2:18:57 |
| Бронза  | Швеция (Суне Ларссон, Сикстен Ернберг, Артур Ульссон, Пер-Эрик Ларссон)  | 2:18:59 |

## Лыжные гонки, женщины

### 10 км
19 февраля 1954
| Медаль  | Спортсменка     | Время |
| Золото  | Любовь Козырева | 40:14 |
| Серебро | Сийри Рантанен  | 40:30 |
| Бронза  | Мирья Хиетамиес | 40:46 |

### Эстафета 3 × 5 км
21 февраля 1954 г.
| Медаль  | Спортсменка                                                      | Время   |
| Золото  | СССР (Любовь Козырева, Маргарита Масленникова, Валентина Царёва) | 1:05:54 |
| Серебро | Финляндия (Сиркка Полкунен, Мирья Хиетамиес, Сийри Рантанен)     | 1:06:19 |
| Бронза  | Швеция (Анна-Лиса Эрикссон, Марта Норберг, Соня Эдстрём)         | 1:08:32 |

## Лыжное двоеборье, мужчины
13 февраля 1954 г.
| Медаль  | Спортсмен        | Очки  |
| Золото  | Сверре Стенерсен | 461,1 |
| Серебро | Гундер Гундерсен | 460,1 |
| Бронза  | Кьетиль Мордален | 450,5 |

## Прыжки с трамплина, мужчины
15 февраля 1954 г.
| Медаль  | Спортсмен         | Очки  |
| Золото  | Матти Пиетикяйнен | 232,0 |
| Серебро | Вейкко Хейнонен   | 222,0 |
| Бронза  | Брор Эстман       | 221,5 |

## Медальный зачёт
| Место | Страна    | Золото | Серебро | Бронза | Всего |
| ----- | --------- | ------ | ------- | ------ | ----- |
| 1     | СССР      | 4      | 1       | 0      | 5     |
| 2     | Финляндия | 3      | 6       | 4      | 13    |
| 3     | Норвегия  | 1      | 1       | 1      | 3     |
| 4     | Швеция    | 0      | 0       | 3      | 3     |

- Жирным выделено максимальное количество медалей в каждой категории.
- Серым цветом выделена страна, проводившая чемпионат.